# امپاسیپاتسی گار
امپاسیپاتسی گار (به لاتین: Ampasipotsy Gare) یک سکونتگاه مسکونی در ماداگاسکار است که در آلائوترا-مانگورو واقع شده‌است.

## خصوصیات
امپاسیپاتسی گار ۷٬۰۰۰ نفر جمعیت دارد و ۹۶۴ متر بالاتر از سطح دریا واقع شده‌است.